# Bothaina Kamel
Bothaina Kamel (en árabe egipcio بثينة كامل; el Cairo, 18 de abril de 1962) es una presentadora televisiva egipcia, activista, y política. Defensora de la democracia desde hace mucho tiempo, particularmente en Shayfeencom, su carrera profesional ha estado marcada por repetidos conflictos con las autoridades. En junio de 2011 lanzó por primera vez su candidatura para la presidencia egipcia, aunque no recibió las suficientes firmas para postularse. El 12 de abril de 2014 anunció que se presentaría en las elecciones presidenciales, pero tampoco pudo reunir suficientes apoyos.

## Trayectoria profesional
Kamel era la anfitriona de un programa radiofónico egipcio llamado Confesiones nocturnas. Más tarde trabajó como presentadora para la televisión estatal egipcia, y organizó un programa llamado Please Understand Me (Por favor, compréndeme) en la red de televisión satelital Orbit, propiedad de Arabia Saudita. En cada espacio donde se desempeñó encontró resistencia oficial: el programa Confesiones nocturnas fue cancelado después de las protestas de los conservadores religiosos; más tarde pidió una licencia de la televisión estatal egipcia en lugar de tomar parte en la propaganda en torno a las elecciones de 2005; y Por favor, entiéndeme  fue sacado del aire por los productores saudíes cuando se preocuparon de que su cobertura de la revolución egipcia de 2011 implicaría intereses sauditas.
Ha estado activa durante mucho tiempo en actividades prodemocráticas, formando el grupo de observación electoral Shayfeecom en 2005, y saliendo inmediatamente a calles durante la revolución de 2011.
Kamel se autodescribe como socialdemócrata, y se postuló como independiente. Como musulmana sunita ha adoptado posturas antisectarias, respaldando propuestas para el tratamiento igualitario de los lugares de culto copto y musulmán, y para juzgar a quienes incitan a la violencia sectaria. Además, usa una media luna musulmana y un collar con una cruz cristiana, ambos son símbolos de la unidad egipcia y también fueron el símbolo de la revolución egipcia de 1919. Kamel criticó a los militares, más que a cualquier secta, por los enfrentamientos sectarios que han estallado a raíz de la revolución. Otras posiciones incluyen reducir la edad mínima de parliamentarios de 30 a 22 en vista de la participación de juventud en la revolución.